# 99 Francs (film)
Pour les articles homonymes, voir 99 francs.
Pour plus de détails, voir Fiche technique et Distribution.
99 Francs (parfois typographié 99 F) est un film français réalisé par Jan Kounen et sorti en 2007. Il s'agit de l'adaptation cinématographique du roman du même nom de Frédéric Beigbeder publié en 2000.

## Synopsis
En 2001, Octave Parango est un jeune concepteur-rédacteur dans une grande agence de communication parisienne, la Ross & Witchcraft. Publicitaire de talent, il est aussi cynique, égoïste et irresponsable et mène une vie de débauche, faisant notamment un usage immodéré de la cocaïne. Il est chargé avec son collègue de travail Charlie de mettre au point la campagne publicitaire d'un nouveau yaourt que va lancer sur le marché le groupe Madone. Lors de la réunion où Octave, Charlie et Jeff, responsable commercial, présentent leur publicité à Alfred Duler, cadre supérieur de Madone, celui-ci la rejette. Frustré de voir sa créativité censurée, Octave veut quitter son travail mais Marc Maronnier, son supérieur, lui rappelle tous les avantages qu'il perdrait en faisant cela.
Octave réussit à trouver son premier amour véritable en la personne de Sophie, une employée de l'agence, qu'il commence à draguer un peu lourdement, sans réussir à l'impressionner, mais lorsqu'il lui déclare qu'elle lui plaît vraiment et que personne ne lui a jamais plu jusqu'à présent, Sophie finit par succomber au charme d'Octave et tous les deux  entament une liaison passionnée et pleine de sexe, mais quand Sophie annonce à Octave qu'elle est enceinte de lui, il réagit très mal et elle le quitte. À nouveau seul, il prend peu à peu conscience de ce qu'il a perdu et sombre à corps perdu dans les excès. Octave et Charlie mettent au point une nouvelle publicité pour Madone, très conventionnelle, et celle-ci est acceptée. Peu après, Octave fait une surdose lors d'une fête mais est sauvé in extremis. En sortant de sa cure de désintoxication, Il apprend le suicide de Marc, son supérieur. Lorsqu'il questionne les deux collègues venus le chercher sur Sophie, ils hésitent et l'un d'eux expose précipitamment qu'elle a démissionné pour partir au Canada. Octave ouvre alors les yeux sur le monde qui l'entoure et décide de se rebeller contre ce système, de venger Marc et de frapper un grand coup en sabotant la campagne publicitaire de Madone.
Sur le tournage du film publicitaire à Miami, Octave et Charlie se voient proposer le poste de leur supérieur décédé. Après le tournage officiel, avec la complicité de Tamara, la call-girl qu'il a fait engager comme comédienne, et du réalisateur, Octave tourne une version obscène et ironique du spot. Le soir venu, sous l'emprise de produits hallucinogènes avec Tamara et Charlie, il renverse plusieurs personnes en voiture. À son retour en France, Octave et Charlie fêtent leur promotion au sein de l'agence quand les parents de Sophie appellent Octave et lui apprennent qu'elle s'est suicidée avec Marc. La police arrive au même moment pour l'arrêter ; Octave décide d'écrire lui-même sa fin et fuit vers le sommet de l'immeuble, où est accrochée l'enseigne gigantesque qui luit dans la nuit à la gloire des campagnes de R&W. Malgré les exhortations de la police, Octave marche au bout de la passerelle surmontant l'enseigne et se jette du haut de l'immeuble, s'écrasant sur le toit de la Jaguar de Duler, qui quittait justement la Ross et invitait par téléphone Tamara à un dîner en privé.
Le générique de fin débute mais est interrompu par un message proposant une fin alternative aux spectateurs « faisant partie d'un panel test ». La séquence reprend au moment où Octave se réveille de son bad trip dans l'avion, il n'a renversé personne en voiture à Miami car Tamara a stoppé la voiture dans un tas de sable. Le plan d'Octave continue donc. À son retour à Paris, il contacte un activiste anti-publicité qui accepte de l'aider à commettre le sabotage de la campagne Madone. Lors de la grande première télévisée de la campagne publicitaire sur TF1, c'est la version d'Octave qui est diffusée. Duler qui dîne avec Tamara et Jeff au restaurant, Gagnant en famille chez lui sont effondrés. Dans le lounge d'aéroport où Octave contemple incognito la séquence, les réactions sont mitigées mais vives. Octave quitte la civilisation pour vivre dans une région tropicale totalement isolée. Après une adaptation difficile, il est aidé par les autochtones et y est rejoint par Sophie et leur enfant. La séquence représentant leurs retrouvailles est ensuite retouchée pour devenir l'image d'un grand panneau publicitaire, vantant les mérites d'une entreprise de pétrochimie avec le slogan « Bienvenue dans le meilleur des mondes ». Panneau qui surplombe la ville et qu'observe Octave avant de s'écraser au sol, terminant la scène d'introduction du film. Juste avant le générique de fin, un message rappelle que 10 % de l'argent consacré annuellement à la publicité suffirait à réduire de moitié la faim dans le monde.

## Fiche technique
Sauf indication contraire, les informations mentionnées dans cette section peuvent être confirmées par la base de données cinématographiques IMDb,  présente dans la section « Liens externes ».
- Titre original : 99 Francs
- Réalisation : Jan Kounen
- Scénario et dialogues : Nicolas et Bruno, avec l'aide de Jan Kounen, d'après le roman 99 Francs de Frédéric Beigbeder
- Musique originale : Jean-Jacques Hertz et François Roy
- Photographie : David Ungaro
- Montage : Anny Danché
- Décors : Michel Barthélémy
- Costumes : Chattoune
- Effets visuels numériques : Mac Guff (Paris) - Duboicolor (Paris)
- Production : Alain Goldman
- Sociétés de production : Légende Entreprises, avec la participation de Pathé, Arte France, Canal+, CinéCinéma, La Banque Postale Images et Cofimage 18
- Budget : 12 450 000 €[1]
- Pays de production :  France
- Langue originale : français
- Formats : couleur - 2,35:1 - 35 mm - Panavision anamorphique - Kodak - Super 35 (en) - Cinemascope - son : Dolby Digital et DTS
- Genre : comédie dramatique, comédie dramatique et satirique
- Durée : 99 minutes
- Dates de sortie :
  - France et Belgique : 26 septembre 2007
  - Canada : 6 juin 2008

## Distribution
- Jean Dujardin : Octave Parango
- Jocelyn Quivrin : Charlie
- Patrick Mille : Jeff (Jean-François Marolles)
- Vahina Giocante : Sophie
- Élisa Tovati : Tamara
- Nicolas Marié : Alfred Duler
- Dominique Bettenfeld : Jean-Christian Gagnant
- Antoine Basler : Marc Maronnier
- Fosco Perinti : Giovanni Di Toro
- Cendrine Orcier : Fabienne
- Dan Herzberg : Steven
- Anita Blonde (non créditée) : l'actrice porno
- Arsène Mosca : le dealer
- Pascal Rocher : un paysagiste
- Niels Dubost (VF : Bernard Lanneau) : Père Groobad
- Aurélie Boquien (VF : ?) : Mère Groobad
- Mathis Jamet : Eric, l'enfant Groobad
- Frédéric Beigbeder : Badman / l'hôtesse de l'air dans l'avion
- Béruchet
- Jan Kounen (non crédité) : Pydjhaman
- Diouc Koma (non crédité)
- Chantal Baroin et Charlotte Marin : voix pub #1

## Production

### Préproduction
99 Francs est l'adaptation du roman du même nom de Frédéric Beigbeder, publié en 2000 aux Éditions Grasset et vendu à plus de 500 000 exemplaires. Bien que celui-ci soit ensuite ressorti sous les titres de 14,99 euros puis de 6,20 euros, les producteurs du film ont préféré garder le titre original pour l'adaptation cinématographique. 99 Francs est la seconde adaptation du roman ; le comédien Gilbert Ponté en avait déjà fait une version théâtrale, en 2002 au théâtre Trévise de Paris, dans laquelle il jouait seul sur scène.
Alors qu'il était pressenti pour adapter lui-même son ouvrage sur grand écran et se donner le rôle principal du film, Frédéric Beigbeder se contente finalement d'un contrôle artistique sur le script, le choix du réalisateur et des acteurs, et d'une petite apparition clin d’œil au générique de 99 Francs. Ainsi, les noms d'Antoine de Caunes et de Mathieu Kassovitz ont d'abord été évoqués. Lorsque le projet d'adaptation du roman 99 Francs était entre les mains du premier, en 2003, Édouard Baer était pressenti pour incarner le personnage d'Octave Parango,.
C'est finalement Jan Kounen, réalisateur ayant lui-même travaillé dans l'univers de la publicité, qui se charge de l'adaptation. C'est lors du tournage de Blueberry que le cinéaste Jan Kounen entend parler pour la première fois du projet 99 Francs. Lorsque le projet lui est confié, Kounen choisit pour ce rôle Jean Dujardin, idéal selon lui dans le sens où il est capable de jouer un personnage que l'on adore détester. « Quand j'ai commencé à travailler sur le film, Alain Goldman m'a dit que j'étais libre par rapport au casting. Et dès que j'ai lu le scénario, j'ai pensé à Jean Dujardin. Pourquoi ? Je l'avais vu dans Brice de Nice et je trouvais qu'il avait une capacité extraordinaire à faire aimer un imbécile arrogant. Or il se trouve que dans 99 Francs, j'avais besoin de faire aimer un intelligent sensible arrogant, et ce après l'avoir d'abord rendu détestable ! Comme le dit Octave : « J'espère que vous me détesterez pour mieux détester l'époque qui m'a créé. »

### Tournage
Le film marque ainsi la seconde collaboration de Jan Kounen et de l'actrice Vahina Giocante quatre ans après Blueberry. Le réalisateur Jan Kounen, tout comme dans Dobermann, interprète un petit rôle ; il apparait ici sous les traits de Pydjhaman, le nouvel ami d'Octave, ainsi que comme spectateur dans la salle de cinéma de son enfance. Lors du bad trip d'Octave au début du film, on reconnait par la déformation de son visage celui de Frédéric Beigbeder, qui fait également un caméo dans le rôle d'un invité de la fête où Octave fait une overdose et dans celui d'une hôtesse de l'air. Les scènes de réunion avec les dirigeants du groupe Madone ont été tournées au château de Ferrières alors que la fin du film a été tournée dans le décor naturel du parc national Canaima au Venezuela.
On peut également reconnaître dans le film l'avenue de France et la rue de Charenton, respectivement dans le 13e et le 12e arrondissements de Paris. D'après l'IMDB, ces scènes ont été respectivement utilisées pour la scène de conduite sous emprise des drogues et pour la scène du restaurant avec les tests de grossesse.

## Musique

### Musiques additionnelles
Sauf indication contraire ou complémentaire, les informations mentionnées dans cette section proviennent du générique de fin de l'œuvre audiovisuelle présentée ici.
- Claque moi le - Alain Féat et Alexis Place
- Malaise Thaï - Alain Féat et Alexis Place
- Yumeji's Theme (en) - Shigeru Umebayashi
- The Bricklayer's Beautiful Daughters - William Ackerman
- Heart Doppler - Alain Féat et Alexis Place
- Dam Tham - Denis Hokimian et Nadja Nguyen
- Rain sequence (from the Townshend Shuffle) - William Ackerman
- Christmas around - Christian Mesmin
- Suite pour orchestre de jazz nº 2 - Dmitri Chostakovitch
- Panshin Beka Winoni - air traditionnel[6] (voir 8 (film))
- Suite pour orchestre n°3 - Air sur la corde de sol - Johann Sebastian Bach
- Casse-noisette - Valse des fleurs - Piotr Ilitch Tchaïkovski
- Lovely Head - Goldfrapp
- Unbelievable - Monsieur Jo
- God Yu Tekem Laef Blong Mi - Hans Zimmer (extrait de la bande originale (en) de La Ligne Rouge)
- Le Beau Danube Bleu - Johann Strauss II
- Suites pour clavecin - Suite N°4 en ré mineur HWV 437 - Saraband con 2 variazioni - Georg Friedrich Haendel

Le célèbre Yumeji's Theme (en) de Shigeru Umebayashi est notamment réutilisé dans les musiques additionnelles de In the Mood for Love de Wong Kar-wai.

## Accueil

### Accueil critique
La critique française reste divisée sur ce film, qui obtient une moyenne de 3 étoiles sur 5 pour les critiques de la presse sur le site AlloCiné. Parmi les critiques positives, Éric Coubard, du magazine Brazil, évoque un film à ne pas rater, « remarquablement filmé et superbement interprété ». Carlos Gomez, du Journal du dimanche met en avant « la caméra inventive de Jan Kounen » qui « fait honneur à la plume de Beigbeder, la trahissant en partie mais pour lui faire un bel enfant ». Pour Pierre Vavasseur, du Parisien, c'est « une excellente surprise, bourrée d'idées du début à la fin ». Jean-Luc Douin, du Monde, estime que c'est « une satire corrosive ». Sophie Benamon, de L'Express, estime que « le roman a gagné en épaisseur en passant au cinéma » et que Jean Dujardin est « exceptionnel » dans cette « comédie drôle et (très) grinçante ». Mathieu Carratier, de Première, évoque une « adaptation affutée » « alignant les mouvements de caméra renversants comme le cinéma français n'en a pas vu depuis un bail ».
Du côté des critiques mitigées, Héléna Villovitch, du magazine Elle, évoque un « Fight Club du yaourt » à la fois agaçant et drôle ; et Alain Spira, de Paris Match, un film drôle mais des personnages trop virtuels et caricaturaux.
Parmi les critiques négatives, Amélie Dubois, des Inrockuptibles, évoque « un mélange consternant de naïveté et de cynisme » ; Aurélien Ferenczi, de Télérama, une « vulgarité surabondante » et une « pensée vacillante » ; et la rédaction de Libération un « gros tas d'excréments ».

### Box-office
Le film a réalisé 1 467 555 entrées en Europe, dont 1 231 420 en France, et a rapporté 13 442 285 $ dans le monde entier.

## Distinctions
Sauf mention contraire, cette liste provient d'informations de l'Internet Movie Database et d'Allociné.

### Récompenses
- Lumière du meilleur espoir masculin pour Jocelyn Quivrin en 2008.
- Étoiles d'or du cinéma français de la révélation masculine pour Jocelyn Quivrin en 2008.
- Prix Raimu de la comédie 2007 :
  - Prix RAIMU du comédien pour Jean Dujardin
  - Prix RAIMU de la mise en scène pour Jan Kounen
- De la page à l'image - Festival du film du Croisic 2007 : Prix Jeune Public de la Meilleure Adaptation pour Jan Kounen

### Nominations et sélection
- César du meilleur espoir masculin pour Jocelyn Quivrin en 2008.
- Sélection au Festival COLCOA de Los Angeles 2011
- Brutus du cinéma 2008 :
  - Meilleur film
  - Révélation de l'année pour Frédéric Beigbeder
  - Meilleure prestation technique
- Étoiles d'or du cinéma français du premier rôle masculin pour Jean Dujardin en 2008.
- Raimu de la Comédie 2007
  - Prix RAIMU du comédien dans un second rôle pour Jocelyn Quivrin
  - Prix RAIMU de la musique de film pour Jean-Jacques Hertz et François Roy
- De la page à l'image - Festival du film du Croisic 2007 : Hublot d'Or de la Meilleure Adaptation pour Jan Kounen

## Sortie vidéo
En région 2, le film est sorti en DVD le 26 mars 2008 et en disque Blu-ray le 21 janvier 2009. Le réalisateur belge Jean-Jacques Rousseau apparaît sur les bonus du DVD : son anecdote sur la publicité pour dentifrices durant la Première Guerre mondiale semble avoir marqué Jan Kounen.

## Autour du film
- Le générique de début de film présente les rôles principaux sous-forme d'encarts à l'effigie de code-barres. Ils contiennent le prénom et le nom des acteurs principaux, avec le nom et le prénom du personnage (sous les barres).
- Le film est dédié à Gérard Brach, Tjade Coenen et Claude Petit (source : générique). Ce dernier incarne son ultime rôle au cinéma, celui du président[15].
- La chanson mélanésienne jouée à la fin du film, God Yu Tekem Laef Blong Mi, a été composée à l'origine par Hans Zimmer pour le film La Ligne rouge. Elle évoque la musique polynésienne, ce film se déroulant sur l'île de Guadalcanal.
- L'acteur danois Niels Dubost, père du petit Éric qui a marqué trois buts, est doublé par Bernard Lanneau, célèbre voix de doublage souvent associée à Kevin Costner.
- Durant le film, un sous-titrage défile rapidement lors d'une publicité pour Ross & Witchcraft (dont la musique de fond est la valse no 2 de Dimitri Chostakovitch, célèbre thème utilisé dans une publicité pour une compagnie d'assurances). Ce sous-titrage dit : « Puisque vous avez choisi la lecture image par image, sachez que : le taux de satisfaction à la Ross & Witchcraft est de 89 % - Enquête réalisée en mars 2001 auprès d'un panel de 12 clients 6 mois après la fin du contrat de mission - Résultats vérifiés auprès du BVP - L'appellation Ross & Witchcraft inclut les agences suivantes : Paris, Londres, New York, Miami, Bogota, Moscou, Kiev, Bangkok, Manille, Marrakech, Beverly Hills - Prêt à taux 0 % pour les PME, boulangers, pâtissiers, chiropracteurs - Tarifs réduits pour les militaires - Ross & Witchcraft recommande la cocaïne de Colombie et la ganja de Jamaïque pour les mineurs - Vous voulez arrêter de fumer ? La Ross & Witchcraft peut vous aider. Appelez le 0 800 600 700 et dites "Octave" - Pour éliminer Jeff faites le 3687 suivi de la touche 2 - Cette publicité a été tournée à l'étranger avec des figurants polonais - Ne pas tenter de reproduire ce qui va suivre chez vous. »
- Tout à la fin, après le générique, apparaît le film Les Laveuses réalisé en 1896 par Auguste et Louis Lumière et présenté comme le premier film publicitaire. Traitant du sujet de la publicité, elle est donc à l'honneur tout au long du film. Ainsi, on peut voir la célèbre publicité réalisée par Ridley Scott pour le Macintosh en 1984, les Mac sont d'ailleurs les seuls ordinateurs visibles dans le film. De plus, une publicité sur les chaussures ÉRAM fait apparaître François Berléand regardant le personnage d'Octave adolescent.

## Suite
Quelques années après la sortie du film, Jan Kounen affirmait son intention de mettre en scène une suite, intitulée 99 Roubles (en référence au rouble - l'action se déroule en Russie). Finalement, en mai 2015, il est annoncé que Frédéric Beigbeder adaptera lui-même son roman Au secours pardon dans un film intitulé L'Idéal. Gaspard Proust y reprend le rôle d'Octave Parango.